# Bohuslav V. ze Švamberka
Bohuslav V. ze Švamberka († okolo 1401?) byl český šlechtic z rodu pánů ze Švamberka.

## Rodina
Bohuslavovými rodiči byli Bohuslav III. ze Švamberka, který zemřel někdy na přelomu let 1379 a 1380, a Anna z Dubé. Ti měli další tři syny: Ratmíra V. (Racka), Buška (Bohuslava IV.) a Jana.
Bohuslav měl tři syny: Bohuslava a Hynka Krušinu a Jana, jejichž poručníkem se stal Bohuslavův bratr Jan ze Švamberka, který se roku 1397 vzdal církevní kariéry. Není jisté, kdy Bohuslav V. zemřel. Uvádí se doba okolo roku 1400, 1401 a 1402.

## Kariéra
Bohuslav zastával mezi lety 1390–1402 (1390–1398) úřad nejvyššího zemského sudího. Koncem čtrnáctého století patřil s bratrem Buškem ke šlechticům, kteří se postavili proti králi Václavovi IV. Roku 1394 dobyli Toužim a v dubnu 1395 se přidali k panské jednotě. V blízkosti Tachova zajali poselstvo, které cestovalo od panovníka do Štrasburku. Za vězněné posly muselo být zaplaceno výkupné, ale jeden z nich ve vězení zemřel.